# Tanja Todorova
Tanja Todorova (in bulgaro Таня Тодорова?; 1º aprile 1931 – maggio 2023) è stata una cestista bulgara.

## Biografia
Con la Bulgaria disputò i Campionati mondiali del 1964 e quattro edizioni dei Campionati europei (1952, 1956, 1958, 1960).

## Palmarès
- Europei: 1
Bulgaria: 1958
- Coppa dei Campioni: 2
Slavia Sofia: 1959, 1963